# Candlewolf of the Golden Chalice
Candlewolf of the Golden Chalice – EP zespołu Sunn O))). Jest to zapis tzw. Peel Sessions, zarejestrowanych 9 grudnia 2004 roku, czyli już po śmierci Johna Peela. Nagranie wyemitowano 21 grudnia 2004 r. na antenie BBC One. Album wydany został w postaci 12-calowej płyty gramofonowej podczas trasy koncertowej w 2005 roku.

## Lista utworów
1. Candlewolf of the Golden Chalice – 19:30[3][1]

## Twórcy
(źródło:)
- Rex Ritter – moog
- Stephen O’Malley – gitara elektryczna, fisharmonia
- Greg Anderson – gitara basowa, moog
- Edwin Poncey – tanpura
- Tony Sylvester – fisharmonia, shruti box (mała, przenośna „fisharmonia” indyjska[4])